# Liste der Kulturdenkmäler in Treis-Karden
In der Liste der Kulturdenkmäler in Treis-Karden sind alle Kulturdenkmäler der rheinland-pfälzischen Ortsgemeinde Treis-Karden aufgeführt. Grundlage ist die Denkmalliste des Landes Rheinland-Pfalz (Stand: 21. September 2023).

## Denkmalzonen
| Bezeichnung                        | Lage                                              | Baujahr    | Beschreibung | Bild            |
| ---------------------------------- | ------------------------------------------------- | ---------- | --- | --------------- |
| Denkmalzone Stiftbezirk St. Castor | Karden Lage                                       |            | in Baubestand und Begrenzung noch gut ablesbarer Stiftsbezirk mit um die Stiftskirche St. Castor gruppierten Gebäuden der Stiftsherren, der Kanoniker, Haus Korbisch (ehemaliges Propsteigebäude), Stiftschule und Dormitorium bis zum dahinter fließenden Brohlbach und hinab zum Kurtrierischen Amtshaus an der Mosel | Fotos hochladen |
| Denkmalzone Weinberghaus Kreuzberg | Karden, westlich des Ortes auf dem Kreuzberg Lage | gegen 1910 | Krüppelwalmdachbau aus Fachwerk, gegen 1910, samt sogenanntem Eselsstall und jeweils Abschnitt der Stützmauern ober- wie unterhalb | BW              |

## Einzeldenkmäler
| Bezeichnung                                  | Lage                                                     | Baujahr                            | Beschreibung | Bild                                    |
| -------------------------------------------- | -------------------------------------------------------- | ---------------------------------- | --- | --------------------------------------- |
| Wohnhaus                                     | Karden, Am Buttermarkt 2 Lage                            | 1631                               | L-förmige Anlage; Fachwerkhaus, teilweise massiv, verputzt, bezeichnet 1631; vorderer Flügel, 18. Jahrhundert; Gesamtanlage | Fotos hochladen                         |
| Stiftstor                                    | Karden, Am Buttermarkt 6 Lage                            | 1310                               | dreigeschossiges Fachwerkhaus, teilweise massiv, Ständerbau, dendrodatiert 1310; Anbau (Tor) mit gekreuzten Schwertungen, dendrodatiert 1516 ± 5 Jahre | weitere Bilder Fotos hochladen          |
| Wohnhaus                                     | Karden, Bogenstraße 1, St.-Castor-Straße 17 Lage         | 18. Jahrhundert                    | Fachwerkhaus, teilweise massiv, 18. Jahrhundert | BW                                      |
| Wohnhaus                                     | Karden, Kernstraße 5, Burg-Eltz-Weg 2 Lage               | 18. Jahrhundert                    | Fachwerkhaus, teilweise massiv, 18. Jahrhundert | BW                                      |
| Stiftsherrenbau                              | Karden, Kernstraße 8/10 Lage                             | 1238                               | wohl Refektorium/Dormitorium und Rempter; spätromanischer Putzbau, dendrodatiert 1238 | weitere Bilder Fotos hochladen          |
| Wohnhaus                                     | Karden, Kernstraße 9 Lage                                | 18. Jahrhundert                    | Fachwerkhaus, teilweise massiv, 18. Jahrhundert | Fotos hochladen                         |
| Stiftsschule                                 | Karden, Kernstraße 18 Lage                               | 1426/27                            | ehemalige Stiftsschule; Fachwerkhaus, teilweise massiv, spätgotischer Treppengiebel (dendrodatiert 1426/27) | weitere Bilder Fotos hochladen          |
| Castor-Brunnen                               | Karden, Lindenplatz Lage                                 | 20. Jahrhundert                    | Castor-Brunnen, 20. Jahrhundert | weitere Bilder Fotos hochladen          |
| Kirchturm                                    | Karden, Maximinstraße, auf dem Friedhof Lage             | 13. Jahrhundert                    | dreigeschossiger romanischer Bruchsteinturm der alten Pfarrkirche, 13. Jahrhundert; elf Grabkreuze des 18. und 19. Jahrhunderts; Kreuzigungsgruppe, 18. Jahrhundert | weitere Bilder Fotos hochladen          |
| Kurtrierisches Amtshaus                      | Karden, Moselstraße 18/19 Lage                           | 1562                               | ehemaliges kurtrierisches Amtshaus; Bruchsteinbau, Fachwerkerkertürmchen, Treppenturm, 1562 | weitere Bilder Fotos hochladen          |
| Villa Cornely                                | Karden, Moselstraße 27 Lage                              | um 1900                            | Villa; späthistoristischer Bruchsteinbau, Mansardwalmdach, um 1900; Gesamtanlage mit Garten | Fotos hochladen                         |
| Wohnhaus                                     | Karden, Moselstraße 32 Lage                              | 1464                               | Fachwerkhaus, teilweise massiv, bezeichnet 1464 (?), 1686; bergseitig Ständerkonstruktion, im Kern wohl aus dem 16. Jahrhundert, moselseitig aus dem 17. Jahrhundert; Garten mit Gartenmauer; Gesamtanlage | Fotos hochladen                         |
| Evangelische Georgskapelle                   | Karden, Moselstraße 33 Lage                              | Mitte des 14. Jahrhunderts         | gotischer Saalbau, Mitte des 14. Jahrhunderts; 1805 profaniert, seit 1857 evangelische Kirche | weitere Bilder Fotos hochladen          |
| Kreuzigungsgruppe                            | Karden, Moselstraße, zwischen Nr. 37 und 38 Lage         | 18. Jahrhundert                    | neubarocke Nische, bezeichnet 1907, mit barocker Kreuzigungsgruppe, 18. Jahrhundert | Fotos hochladen                         |
| Stiftskirche St. Castor                      | Karden, St.-Castor-Straße Lage                           | ab 1186                            | Gesamtanlage mit Kreuzgang und Stiftsmuseum | weitere Bilder Fotos hochladen          |
| Haus Korbisch                                | Karden, St.-Castor-Straße 1 Lage                         | erste Hälfte des 13. Jahrhunderts  | spätromanischer Putzbau mit Biforien und Turm, erste Hälfte des 13. Jahrhunderts, Fenster aus dem 9. Jahrhundert | weitere Bilder Fotos hochladen          |
| Wohnhaus                                     | Karden, St.-Castor-Straße 3 Lage                         | Mitte des 19. Jahrhunderts         | Bruchsteinbau, Mitte des 19. Jahrhunderts | Fotos hochladen                         |
| Wohnhaus                                     | Karden, St.-Castor-Straße 7 Lage                         | 17. Jahrhundert                    | Fachwerkhaus, teilweise massiv, 17. Jahrhundert, im Erdgeschoss mittelalterliche Fragmente | Fotos hochladen                         |
| Wohnhaus                                     | Karden, St.-Castor-Straße 9/11 Lage                      | 16. Jahrhundert                    | Massivbau, rückwärtig Fachwerkhaus, teilweise massiv, Ständerbau, 16. Jahrhundert, eventuell älter; Anbau, teilweise Fachwerk, 16. Jahrhundert | Fotos hochladen                         |
| Wohnhaus                                     | Karden, St.-Castor-Straße 10 Lage                        | 16. Jahrhundert                    | Massivbau, teilweise Fachwerk, Treppengiebel, 16. Jahrhundert | weitere Bilder Fotos hochladen          |
| Wohnhaus                                     | Karden, St.-Castor-Straße 14 Lage                        | 1765                               | barocker Mansardwalmdachbau, bezeichnet 1765, Kelterhaus | Fotos hochladen                         |
| Wohnhaus                                     | Karden, St.-Castor-Straße 23 Lage                        | 1587                               | Fachwerkhaus, teilweise massiv, Ständerbau, bezeichnet 1587 | weitere Bilder Fotos hochladen          |
| Schulhaus                                    | Karden, St.-Castor-Straße 28 Lage                        | 1909                               | ehemalige Schule; stattlicher Bruchsteinbau, bezeichnet 1909 | weitere Bilder Fotos hochladen          |
| Wohnhaus                                     | Karden, St.-Castor-Straße 31 Lage                        | 1759                               | Fachwerkhaus, teilweise massiv, Krüppelwalmdach, bezeichnet 1759 | weitere Bilder Fotos hochladen          |
| Wohnhaus                                     | Karden, St.-Castor-Straße 33 Lage                        | 18. Jahrhundert                    | Fachwerkhaus, teilweise massiv, verputzt und verkleidet, Krüppelwalmdach, 18. Jahrhundert | BW                                      |
| Wohnhaus                                     | Karden, St.-Castor-Straße 34 Lage                        | zweite Hälfte des 16. Jahrhunderts | Fachwerkhaus, teilweise massiv, zweite Hälfte des 16. Jahrhunderts, im 17. Jahrhundert überformt | BW                                      |
| Wohnhaus                                     | Karden, St.-Castor-Straße 42 Lage                        | 18. Jahrhundert                    | stattlicher Walmdachbau, 18. Jahrhundert; Gesamtanlage mit Garten | Fotos hochladen                         |
| Wohnhaus                                     | Karden, St.-Castor-Straße 48 Lage                        | 1614                               | Fachwerkhaus, teilweise massiv, Krüppelwalmdach, bezeichnet 1614 | Fotos hochladen                         |
| Marienstatue                                 | Karden, St.-Castor-Straße, gegenüber Nr. 55 Lage         | 19. Jahrhundert                    | Marienstatue, 19. Jahrhundert | Fotos hochladen                         |
| Schlosshotel Petry                           | Karden, St.-Castor-Straße 86 Lage                        | 17. Jahrhundert                    | zur Maximinstraße gelegener Teil des Schlosshotels Petry; zwei- bis dreigeschossiger L-förmiger Putzbau, im Kern aus dem 17. Jahrhundert (?), moselseitiger Flügel mit Treppengiebel, 19. Jahrhundert; Gesamtanlage mit alter Mauer | Fotos hochladen                         |
| Bahnhof                                      | Karden, St.-Castor-Straße, gegenüber Nr. 90 Lage         | 1910                               | zweiflügeliger Mansardwalmdach- bzw. Krüppelwalmdachbau, 1910; Gesamtanlage mit Gleisen | weitere Bilder Fotos hochladen          |
| Wohnhaus                                     | Karden, St.-Castor-Straße 109 Lage                       | 1920er/30er Jahre                  | Putzbau über hohem Bruchsteinsockel, Treppenturm, 1920er/30er Jahre | Fotos hochladen                         |
| Kapelle                                      | Karden, nördlich des Ortes bei den Windhäuser Höfen Lage | 19. Jahrhundert                    | Kapelle, neugotisch; innen: neugotische Kreuzigungsgruppe | Fotos hochladen                         |
| Höhle des Heiligen Castor                    | Karden, nordöstlich des Ortes Lage                       | 18. oder 19. Jahrhundert           | Grotte mit kniendem Christus, 18. oder 19. Jahrhundert | BW                                      |
| Bildstock                                    | Karden, nordwestlich des Ortes an der Gillesmühle Lage   | 18. Jahrhundert                    | Bildstock, Relief, 18. Jahrhundert | weitere Bilder Fotos hochladen          |
| Hochkreuzkapelle                             | Karden, südlich des Ortes Lage                           | 1754                               | Kapelle, Saalbau, bezeichnet 1754, innen Kreuzigungsgruppe, 18. Jahrhundert; Kreuzweg, reliefierter Bildstocktyp, 19. Jahrhundert, beginnend bei „Unter den Weinbergen 3“ (⊙) | Fotos hochladen                         |
| Brücke                                       | Treis, Am Laach/Am Kalkofen Lage                         |                                    | Breitbrücke über den Flaumbach; einbogige Bruchsteinbrücke, im Kern barock, Mitte des 19. Jahrhunderts von Johann Claudius von Lassaulx verkleidet | Fotos hochladen                         |
| Wohnhaus                                     | Treis, Am Markt 8 Lage                                   | 1637                               | Fachwerkhaus, teilweise massiv (Massivbau mit Fachwerkfassade ?), Krüppelwalmdach, bezeichnet 1637 | BW                                      |
| Bürgerhaus                                   | Treis, Am Plenzer 1 Lage                                 | um 1834                            | ehemalige Knabenschule; Bruchsteinbau, Walmdach, um 1834, Architekt Johann Claudius von Lassaulx | weitere Bilder Fotos hochladen          |
| Katholische Pfarrkirche St. Johann Baptist   | Treis, Am Plenzer 3 Lage                                 | 1823–31                            | neugotische Hallenkirche, Bruchstein, 1823–31, Architekt Johann Claudius von Lassaulx, Koblenz | weitere Bilder Fotos hochladen          |
| Wohnhaus                                     | Treis, Am Plenzer 5 Lage                                 | Mitte des 19. Jahrhunderts         | neugotischer Bruchsteinbau, Mitte des 19. Jahrhunderts | Fotos hochladen                         |
| Katharinenkapelle                            | Treis, Am Rathaus 2 Lage                                 | zweite Hälfte des 15. Jahrhunderts | Chor der spätgotischen Hallenkirche, zweite Hälfte des 15. Jahrhunderts; Grabkreuz, bezeichnet 1527 | weitere Bilder Fotos hochladen          |
| Wohnhaus                                     | Treis, Am Rathaus 4 Lage                                 | Mitte des 19. Jahrhunderts         | Bruchsteinbau, Mitte des 19. Jahrhunderts; bauliche Gesamtanlage mit Bruchstein-Wirtschaftsgebäude | Fotos hochladen                         |
| Pfarrhaus                                    | Treis, Am Rathaus 5/6 Lage                               | um 1830/40                         | ehemaliges Pfarrhaus; Bruchsteinbau, um 1830/40, Architekt Johann Claudius von Lassaulx, mit Lisenen und breitem Bogenfries; Nr. 5 Kelterhaus; in der Mauer vier Grabkreuze: 1747, 1615, 1614, Fragment 1733; bauliche Gesamtanlage mit Scheune und Garten | BW                                      |
| Eichamt                                      | Treis, Brückenstraße 29 Lage                             | 1889                               | ehemaliges Eichamt; eingeschossiger Bruchsteinbau, 1889 | Fotos hochladen                         |
| Wegekapelle                                  | Treis, Bruttiger Straße, am Ortsausgang Lage             | 1932                               | Wegekapelle, Bruchsteinbau, 1932 | BW                                      |
| Wohnhaus                                     | Treis, Castorgasse 7 Lage                                | 1718                               | dreigeschossiges Fachwerkhaus, teilweise massiv, bezeichnet 1819, Fachwerk bezeichnet 1718 | BW                                      |
| Wohnhaus                                     | Treis, Castorgasse 14 Lage                               | 1766                               | Mansarddachbau, Fachwerk verputzt, bezeichnet 1766 | BW                                      |
| Wohnhaus                                     | Treis, Fischergasse 1 Lage                               | 1561                               | Fachwerkhaus, teilweise massiv, bezeichnet 1561, im 18. Jahrhundert überformt | BW                                      |
| Wohnhaus                                     | Treis, Fischergasse 12 Lage                              | 16. oder 17. Jahrhundert           | Fachwerkhaus, teilweise massiv, verputzt, im Kern aus dem 16. oder 17. Jahrhundert | BW                                      |
| Wohnhaus                                     | Treis, Hauptstraße 10 Lage                               | 1819                               | klassizistisches Fachwerkhaus, teilweise massiv, verputzt, bezeichnet 1819 | BW                                      |
| Wohnhäuser                                   | Treis, Hauptstraße 15 Lage                               | 17. Jahrhundert                    | zwei Häuser: Massivbau, 17. Jahrhundert; Fachwerkhaus, teilweise massiv, Krüppelwalmdach, frühes 17. Jahrhundert, eventuell älterer Kern, Hofeinfahrt mit Fachwerkbrücke | BW                                      |
| Wohnhaus                                     | Treis, Hauptstraße 16 Lage                               | 1815                               | L-förmige Anlage; großvolumiges Fachwerkhaus, teilweise massiv, verputzt, Mansarddach, bezeichnet 1815 | BW                                      |
| Altes Rathaus                                | Treis, Hauptstraße 27 Lage                               | 19. Jahrhundert                    | neugotischer Bruchsteinbau, Treppengiebel, neugotische Nischenmadonna, 19. Jahrhundert; ortsbildprägend | weitere Bilder Fotos hochladen          |
| Wohnhaus                                     | Treis, Johannesstraße 6 Lage                             | 19. Jahrhundert                    | Bruchsteinbau, 19. Jahrhundert | BW                                      |
| Wegekreuz                                    | Treis, Kastellauner Straße Lage                          | 1637                               | Wegekreuz, Basalt, bezeichnet 1637 | Fotos hochladen                         |
| Kapelle                                      | Treis, Kastellauner Straße, bei Nr. 21 Lage              | 18. Jahrhundert                    | Kapelle, Grotte, 18. Jahrhundert, darin Christus im Ölberg, erste Station des Kreuzwegs zur Zilleskapelle | BW                                      |
| Wohnhaus                                     | Treis, Katharinenstraße 27 Lage                          | 17. Jahrhundert                    | Fachwerkhaus, teilweise massiv, verputzt, 17. Jahrhundert | BW                                      |
| Wasserbehälter                               | Treis, Kirchberger Straße 24 Lage                        | 1903                               | Wasserbehälter; eingeschossiger neubarocker Bruchsteinbau mit Turm, bezeichnet 1903 | BW                                      |
| Friedhof                                     | Treis, Kirchberger Straße, Ecke Forststraße Lage         | 18. bis 20. Jahrhundert            | Friedhof mit alter Ummauerung, daran zwei Grabsteine, 19. Jahrhundert; Friedhofskreuz auf Altarblock, Basalt, bezeichnet 1716, zwei Assistenzfiguren, 18. Jahrhundert; Friedhofskapelle, Bruchsteinbau, 19. Jahrhundert; Vesper, 19. oder 20. Jahrhundert | BW                                      |
| Wohnhaus                                     | Treis, Kirchstraße 7 Lage                                | 18. Jahrhundert                    | abgewalmter Mansarddachbau, Fachwerk verputzt, 18. Jahrhundert | BW                                      |
| Wohnhaus                                     | Treis, Laygasse 13 Lage                                  | 19. Jahrhundert                    | großvolumiger Bruchsteinbau, abgewalmtes Dach, 19. Jahrhundert | Fotos hochladen                         |
| Wohnhaus                                     | Treis, Mittelstraße 1 Lage                               | 16. Jahrhundert                    | Fachwerkhaus, teilweise massiv, gekreuzte Schwertungen an den Eckständern, Schildgiebel, im Kern aus dem 16. Jahrhundert | BW                                      |
| Villa                                        | Treis, Moselallee 2 Lage                                 | um 1900                            | Bruchsteinvilla, teilweise Fachwerk, um 1900; bauliche Gesamtanlage | BW                                      |
| Wohnhaus                                     | Treis, Rainstraße 15 Lage                                | 16. oder 17. Jahrhundert           | Fachwerkhaus, teilweise massiv, verputzt, im Kern aus dem 16. oder 17. Jahrhundert | BW                                      |
| Wohnhaus                                     | Treis, Rainstraße 19 Lage                                | 16. Jahrhundert                    | Fachwerkhaus, teilweise massiv, verputzt, Krüppelwalmdach, im Kern wohl aus dem 16. Jahrhundert | BW                                      |
| Wohnhaus                                     | Treis, Wehrgasse 5 Lage                                  | 18. Jahrhundert                    | dreigeschossiges Fachwerkhaus, teilweise massiv, Mansarddach, 18. Jahrhundert | BW                                      |
| Wegekreuz                                    | Treis, am östlichen Ortsausgang an der L 108             |                                    | barockes Kreuz | Direkt Bild zu diesem Denkmal hochladen |
| Zilleskapelle St. Johann Baptist             | Treis, nördlich des Ortes Lage                           | Anfang des 17. Jahrhunderts        | ehemals St. Cyriakus; Saalbau, Anfang des 17. Jahrhunderts; außen: zwei Reliefs, bezeichnet 1783; Wallfahrtskreuz, bezeichnet 1845; 14 neugotische Kreuzwegstationen, Stelenform, Bildstocktyp, 19. Jahrhundert, beginnend mit Kapelle an der Kastellauner Straße; Gesamtanlage mit Kreuzweg                                                                                     | weitere Bilder Fotos hochladen          |
| Burg Treis                                   | Treis, südlich des Ortes Lage                            | zwischen 1152 und 1169             | Bergfried, Bruchstein, zwischen 1152 und 1169, große Teile der Befestigung, Tor, Burgmannenhaus, Palas und Kemenate der im 11. Jahrhundert gegründeten Burganlage | weitere Bilder Fotos hochladen          |
| Votivkreuz                                   | Treis, östlich des Ortes am Honshäuserhof Lage           | 1936                               | Votivkreuz, bezeichnet 1936 | BW                                      |
| Wildburg                                     | Treis, südlich des Ortes Lage                            | vor 1122                           | Palas, Bergfried, wohl vor 1122; Gesamtanlage | weitere Bilder Fotos hochladen          |
| Prämonstratenserinnenkloster Maria Engelport | Treis, südlich des Ortes (Flaumbachtal 4) Lage           | ab 1272                            | zweischiffige Basilika und neuer Klostertrakt, Bruchstein, 1903/05; von der alten Anlage Umfassungsmauern der 1272 geweihten Kirche und Alter Trakt, 16. oder 17. Jahrhundert; Wappen, bezeichnet 1716; Wirtschaftstrakt, Bruchstein; Grotte, 1915; am Weg zum Friedhof Skulpturen; auf dem Friedhof gusseisernes Kreuz, Rheinböllener Hütte, zweite Hälfte des 19. Jahrhunderts | weitere Bilder Fotos hochladen          |
| Wegekapelle                                  | Treis, südöstlich von Treis beim Gotteshäuserhof Lage    | 19. Jahrhundert                    | Wegekapelle, Bruchsteinbau, 19. Jahrhundert; Grabkreuz | Fotos hochladen                         |
| Kapelle                                      | Treis, südwestlich des Ortes am Beurenhof Lage           | 17. oder 18. Jahrhundert           | Kapelle, eingeschossiger Fachwerkbau, 17. oder 18. Jahrhundert | BW                                      |
| Wegekreuz                                    | Treis, südwestlich des Ortes an der K 35                 | um 1900                            | Wegekreuz, neugotisch, um 1900, Mosaik aus den 1950er Jahren | Direkt Bild zu diesem Denkmal hochladen |
| Wegekreuz                                    | Treis, südwestlich des Ortes an der K 35                 | 18. Jahrhundert                    | Wegekreuz, Basalt, 18. Jahrhundert | Fotos hochladen                         |

## Ehemalige Kulturdenkmäler
| Bezeichnung            | Lage                           | Baujahr | Beschreibung | Bild |
| ---------------------- | ------------------------------ | ------- | --- | ---- |
| Denkmalzone Am Plenzer | Treis, Am Plenzer 1, 3, 5 Lage |         | Denkmalzone aus ehemaliger Knabenschule (Am Plenzer 1), katholischer Pfarrkirche St. Johann Baptist (Am Plenzer 3) und Am Plenzer 5; aus Denkmalliste gelöscht | BW   |